# Josef Hoßner
Josef Franz Hoßner (* 5. September 1874 in Leskau, Österreich-Ungarn; † 21. Dezember 1935 in Preßnitz, Tschechoslowakei) war ein sudetendeutscher Lehrer und Heimatforscher.

## Leben und Werk
Josef Hoßner wurde als Sohn des Wirtschaftsbesitzers und Gastwirts Josef Hoßner und dessen Ehefrau Emilia geb. Bausbach geboren. 
Nach dem Abschluss des staatlichen Lehrerseminars in Komotau war Hoßner als Lehrer und später als Oberlehrer in der Stadt Preßnitz im böhmischen Teil des Erzgebirges tätig. Er wurde Chronist der Stadt, Vorsitzender des dortigen Erzgebirgszweigvereins und wirkte als Heimatforscher für die Gegend um Preßnitz. Er war Autor mehrerer heimatkundlicher Bücher, u. a. Chronik von Christofhammer, Rund um den Kupferhügel. Ferner war er Mitarbeiter der Erzgebirgszeitung und Begründer der Heimatbeilage der Preßnitzer Zeitung.

## Schriften (Auswahl)
- Geschichte von Kettwa und Woslowitz. 1913.
- Ein stiller Winkel des Egertales – Die Brüder Tobisch, in: Erzgebirgszeitung 24 (1913), Nr. 10/11.
- Sagen aus dem Preßnitzer Bezirke und seiner Umgebung. 1930.
- Die Burgen unserer Heimat. 1930.
- Heimatbüchlein des Bezirkes Preßnitz. Preßnitz 1931.

## Ehrungen
Nach ihm war die Hoßner-Allee von Preßnitz nach Reischdorf benannt.